# بارتر ۶
بارتر ۶ (انگلیسی: Barter 6) نخستین میکس‌تیپ تجاری از یانگ تاگ، رپر آمریکایی است. این میکس‌تیپ در ۱۷ آوریل ۲۰۱۵ توسط ۳۰۰ انترتینمنت و آتلانتیک رکوردز منتشر شد. بارتر۶ میزبان هنرمندان مهمان از جمله بردمن، تی.آی.، بوزی بداز، یانگ دولف، یاک گوتی، لیل دوک، موسی عصوم و ژاکیز است، در حالی که تولید آن عمدتاً توسط تولیدکنندگان داخلی لاندن آن د ترک و ویزی و برخی دیگر انجام شده‌است. بارتر ۶ به‌طور کلی نقدهای مثبتی دریافت کرده‌است و در جدول‌های موسیقی ایالات متحده نیز در رتبهٔ ۲۲ قرار گرفته‌است.

## مناقشه بر سر عنوان
این میکس‌تیپ در ابتدا کارتر ۶ نام داشت که در ادامهٔ روال نام‌گذاری مجموعه آلبوم‌های موفق لیل وین با نام دا کارتر نام‌گذاری شده بود. این امر منجر به ایجاد مناقشه شد؛ زیرا انتشار آلبوم برنامه‌ریزی‌شدهٔ دا کارتر ۵ از وین بارها در بحبوحهٔ اختلاف بین او و کش مانی رکورد به تعویق افتاده بود و طبق گزارش‌ها، کش مانی از انتشار آلبوم خودداری کرده بود. وین متعاقباً درگیر اقدامات قانونی علیه کش مانی شد و علناً از مالک این ناشر (و مربی تاگ) بردمن انتقاد کرد و همچنین به تصمیم تاگ برای نام‌گذاری آلبوم به افتخار او، پاسخ منفی داد. با این وجود، تاگ مدعی شد که او سعی در بی‌احترامی نداشته و وین «بُت» او بوده‌است.
به‌دنبال تهدید به اقدام قانونی، تاگ چند روز پیش از انتشار این میکس‌تیپ اعلام کرد که این عنوان این پروژه قرار است به بارتر ۶ تغییر یابد و این عنوان مطابق با روش معمول بلاد گنگ در جایگزین کردن حرف «C» با «B» انتخاب شده‌است. او بعداً و با اعلام اولین اجرای خود برای تبلیغ این پروژه در هولیگروو، نیواورلئان، یکی از محله‌هایی که وین در آن بزرگ شده بود، این احساس بد را تشدید کرد.

## بازاریابی و فروش
بارتر ۶ در ۱۷ آوریل ۲۰۱۵ توسط ۳۰۰ انترتینمنت منتشر شد، و در رتبهٔ ۲۲ بیلبورد ۲۰۰ ایالات متحده قرار گرفت و در هفتهٔ اول موفق به فروش ۱۷٬۰۰۰ نسخه شد. تک‌آهنگ اصلی این میکس‌تیپ با نام «چک»، در ۱ آوریل ۲۰۱۵ و همزمان با انتشار یک موزیک ویدئوی همراه، منتشر شد. بهترین جایگاه کسب‌شده توسط این ترانه در بیلبورد هات۱۰۰ ایالات متحده، رتبهٔ ۱۰۰ بود.

## بازخوردها
| بررسی جمعی      | بررسی جمعی |
| منبع            | رتبه‌بندی   |
| --------------- | ---------- |
| انی‌دیسنت‌میوزیک؟ | ۶٫۵/۱۰     |
| متاکریتیک       | ۷۲/۱۰۰     |
| بررسی انتقادی   |            |
| منبع            | رتبه‌بندی   |
| آل‌میوزیک        | [ ۱۱ ]     |
| بیلبورد         | [ ۱۲ ]     |
| کمپلکس          | [ ۱۳ ]     |
| کانسیکوئنس      | C+         |
| هیپ‌هاپ‌دی‌ایکس    | ۴٫۰/۵      |
| ناو             | ۳/۵        |
| پیچفورک         | ۸٫۴/۱۰     |
| رولینگ استون    | [ ۱۸ ]     |
| اسپین           | ۶/۱۰       |
| ایکس‌ایکس‌ال      | ۴/۵        |

## جدول‌های موسیقی
| جدول (۲۰۱۵)                                         | بهترین جایگاه |
| --------------------------------------------------- | ------------- |
| آلبوم‌های آراندبی بریتانیا (شرکت جدول‌های رسمی)       | ۲۴            |
| بیلبورد ۲۰۰ ایالات متحده                            | ۲۲            |
| آلبوم‌های آراندبی/هیپ‌هاپ برتر ایالات متحده (بیلبورد) | ۵             |

| جدول (۲۰۱۵)                                            | جایگاه |
| ------------------------------------------------------ | ------ |
| برترین آلبوم‌های آراندبی/هیپ-هاپ ایالات متحده (بیلبورد) | ۸۱     |